# Хондрит (фітоморфози)

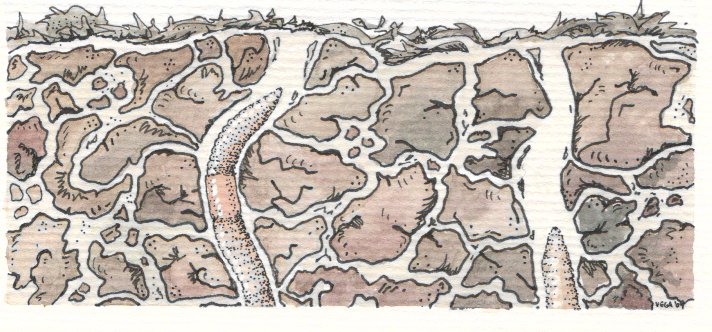
Рисунок, який показує механізм утворення хондритів — ходи червів згодом наповнюються матеріалом осадів, які залягають вище.

Хондрити — форми, які виділені в 1833 р. Штернберґом з фукоїдів, найбільш подібні до водоростей (Chondrites). Згодом з'ясувалося, що це фітоморфози — своєрідно розгалужені ходи (які ніколи не перетинаються один з одним) червів-ілоїдів. Вони виповнені матеріалом осадів, переважно морських, які залягають вище.